# Ebarrius dellagiustinai
Ebarrius dellagiustinai är en insektsart som beskrevs av Abdul-nour 2005. Ebarrius dellagiustinai ingår i släktet Ebarrius och familjen dvärgstritar. Inga underarter finns listade i Catalogue of Life.